# 10. zongoraverseny (Mozart)
Az Esz-dúr versenymű két zongorára Wolfgang Amadeus Mozart 10. zongoraversenye, amely a Köchel-jegyzékben a 365-ös számot viseli (KE 316a).

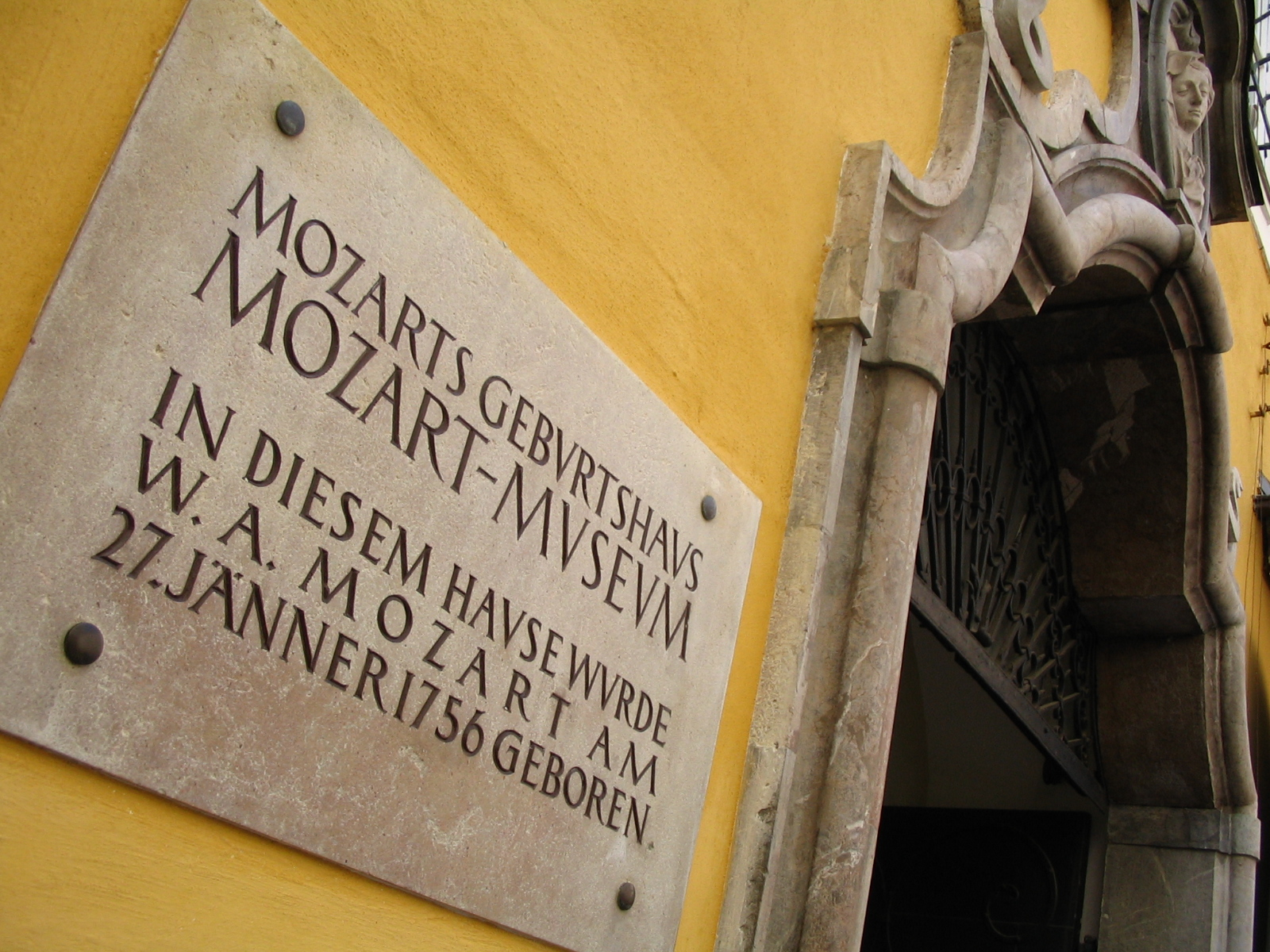
Mozart szülőházán az emléktábla

## Keletkezése-története
Mozart az 1779-es esztendő elején tért haza nagyszabású európai művészkörútjáról, amelynek utolsó állomása München, utolsó élménye az Aloysia Weber okozta szerelmi csalódás volt. Salzburgban sem sok jó várt rá, apjától a Weber családdal való kapcsolata miatt elhidegült, s Coloredo salzburgi érsek szolgálatába is csak azért tért vissza, mert jobb állás nem akadt számára. Ez a depressziós időszak sem a művek számát, sem értékét tekintve nem hagyott nyomot Mozart muzsikáján. Ebben az időszakban született a kétzongorás koncert Esz-dúrban.

## Szerkezete, jellemzői
A koncert a partitúra szerint két zongorára, két oboára, két basszuskürtre, két kürtre, üstdobra és vonósokra íródott.
Tételei:
1. Allegro
2. Andante
3. Rondeau Allegro

A kétzongorás versenymű jóval igényesebb, mint a korábbi háromzongorás koncert, ezt ugyanis Mozart nem többé-kevésbé ügyes dilettánsok, hanem maga és nővére számára komponálta. Az első tétel formai megoldásában szellemesen megváltoztatott visszatérés tér el a megszokott sémától. A záró rondó szertelenül vidám dallamát egyik 1776-ban komponált divertimentójában (K. 252) már felhasználta. Ezt az egyik augsburgi gyűjteményből ismert régi német népdalt rajta kívül Haydn és Beethoven (C-dúr zongoraverseny, III. tétel) is feldolgozta.

## Ismertség, előadási gyakoriság
Hangversenyen, hanglemezen, vagy elektronikus médiákban viszonylag ritkán hallgatható darab. 2006-ban a Mozart-év kapcsán a Magyar Rádió Bartók Rádiójának Mozart összes művét bemutató sorozatában volt hallható.